# Benoît Delhomme
Pour les articles homonymes, voir Delhomme.
Benoît Delhomme, né le 28 août 1961, est un directeur de la photographie et réalisateur français. Il fait partie de l'Association française des directeurs de la photographie cinématographique.

## Biographie
Benoît Delhomme est sorti diplômé de l'école nationale supérieure Louis-Lumière en 1982. Il a été assistant-caméraman sur Jean de Florette et Manon des sources (1986) et est devenu directeur de la photographie sur des longs métrages au début des années 1990. Il est nommé pour le César de la meilleure photographie 1998 pour Artemisia. Au cours des années 2000, il travaille de plus en plus pour des films de langue anglaise. Il remporte le prix spécial du jury au Festival international du film de Chicago 2001 pour Et là-bas, quelle heure est-il ? et l'AFI Award de la meilleure photographie 2005 pour The Proposition.

## Filmographie

### Directeur de la photographie
- 1992 : Loin du Brésil, de Tilly
- 1993 : L'Odeur de la papaye verte, de Trần Anh Hùng
- 1993 : Comment font les gens, de Pascale Bailly
- 1994 : Grande Petite, de Sophie Fillières
- 1994 : L'Irrésolu de Jean-Pierre Ronssin
- 1995 : Circuit Carole, d'Emmanuelle Cuau
- 1995 : Cyclo, de Trần Anh Hùng
- 1996 : Chacun cherche son chat, de Cédric Klapisch
- 1996 : Un air de famille, de Cédric Klapisch
- 1997 : Artemisia, d'Agnès Merlet
- 1997 : Le Secret de Polichinelle, de Franck Landron
- 1999 : La Fin de l'innocence sexuelle (The Loss of Sexual Innocence) de Mike Figgis
- 1999 : L'Honneur des Winslow (The Winslow Boy) de David Mamet
- 2000 : Sade, de Benoît Jacquot
- 2001 : Mortel Transfert, de Jean-Jacques Beineix
- 2001 : Et là-bas, quelle heure est-il ?, de Tsai Ming-liang
- 2002 : L'Idole, de Samantha Lang
- 2002 : Adolphe, de Benoît Jacquot
- 2003 : Rencontre avec le dragon, d'Hélène Angel
- 2004 : Podium, de Yann Moix
- 2004 : Le Marchand de Venise, de Michael Radford
- 2005 : The Proposition, de John Hillcoat
- 2006 : Par effraction, d'Anthony Minghella
- 2007 : Chambre 1408, de Mikael Håfström
- 2008 : Le Garçon au pyjama rayé, de Mark Herman
- 2010 : Chatroom, de Hideo Nakata
- 2010 : Shanghai, de Mikael Håfström
- 2011 : Un flic pour cible, de Dito Montiel
- 2011 : Un jour, de Lone Scherfig
- 2012 : Des hommes sans loi, de John Hillcoat
- 2014 : Un homme très recherché, d'Anton Corbijn
- 2015 : Une merveilleuse histoire du temps (Theory of Everything), de James Marsh
- 2016 : En moi de Laetitia Casta[3]
- 2018 : At Eternity's Gate de Julian Schnabel
- 2020 : Minamata d'Andrew Levitas
- 2024 : Mothers' Instinct de lui-même

### Réalisateur
- 2024 : Mothers' Instinct